# 4880 Tovstonogov
4880 Tovstonogov è un asteroide della fascia principale. Scoperto nel 1975, presenta un'orbita caratterizzata da un semiasse maggiore pari a 2,6711805 UA e da un'eccentricità di 0,0358903, inclinata di 21,15496° rispetto all'eclittica.